# 斯洛尼夫卡河
斯洛尼夫卡河（羅馬化：Slonivka）是烏克蘭的河流，屬於斯特里河的支流，河道全長49公里，流域面積549平方公里，發源自利德希夫附近，河口處在萊什尼夫以東。